# Преотешти (Валча)
Преотешти (рум. Preotești) насеље је у Румунији у округу Валча у општини Балчешти. Oпштина се налази на надморској висини од 177 m.

## Становништво
Према подацима из 2002. године у насељу је живело 222 становника, од којих су сви румунске националности.